# Paramelisa lophuroides
Paramelisa lophuroides är en fjärilsart som beskrevs av Charles Oberthür 1911. Paramelisa lophuroides ingår i släktet Paramelisa och familjen björnspinnare. Inga underarter finns listade i Catalogue of Life.